# فيك دنلوب
فيك دنلوب (بالإنجليزية: Vic Dunlop)‏ هو ممثل أمريكي، ولد في 6 نوفمبر 1948 بنيويورك في الولايات المتحدة، وتوفي في 13 أغسطس 2011 في الولايات المتحدة.

## وصلات خارجية
- فيك دنلوب على موقع IMDb (الإنجليزية)
- فيك دنلوب على موقع قاعدة بيانات الفيلم (الإنجليزية)